# Rádio FM
Rádio FM (typographié « Rádio_FM ») ou SRo 4 est une station de radio publique thématique slovaque créée en 2004. Elle fait partie du groupe Radio-télévision slovaque (RTVS). 
C'est une radio musicale, consacrée à la musique alternative, incluant notamment la musique du monde, la musique électronique, le rock alternatif et le hip-hop.

## Historique
Elle est créée le 4 mars 1991 sous le nom « Rock FM Rádio ». Le 3 novembre 2004, elle change de nom et devient Rádio FM.